# Estátua de Ebih-Il

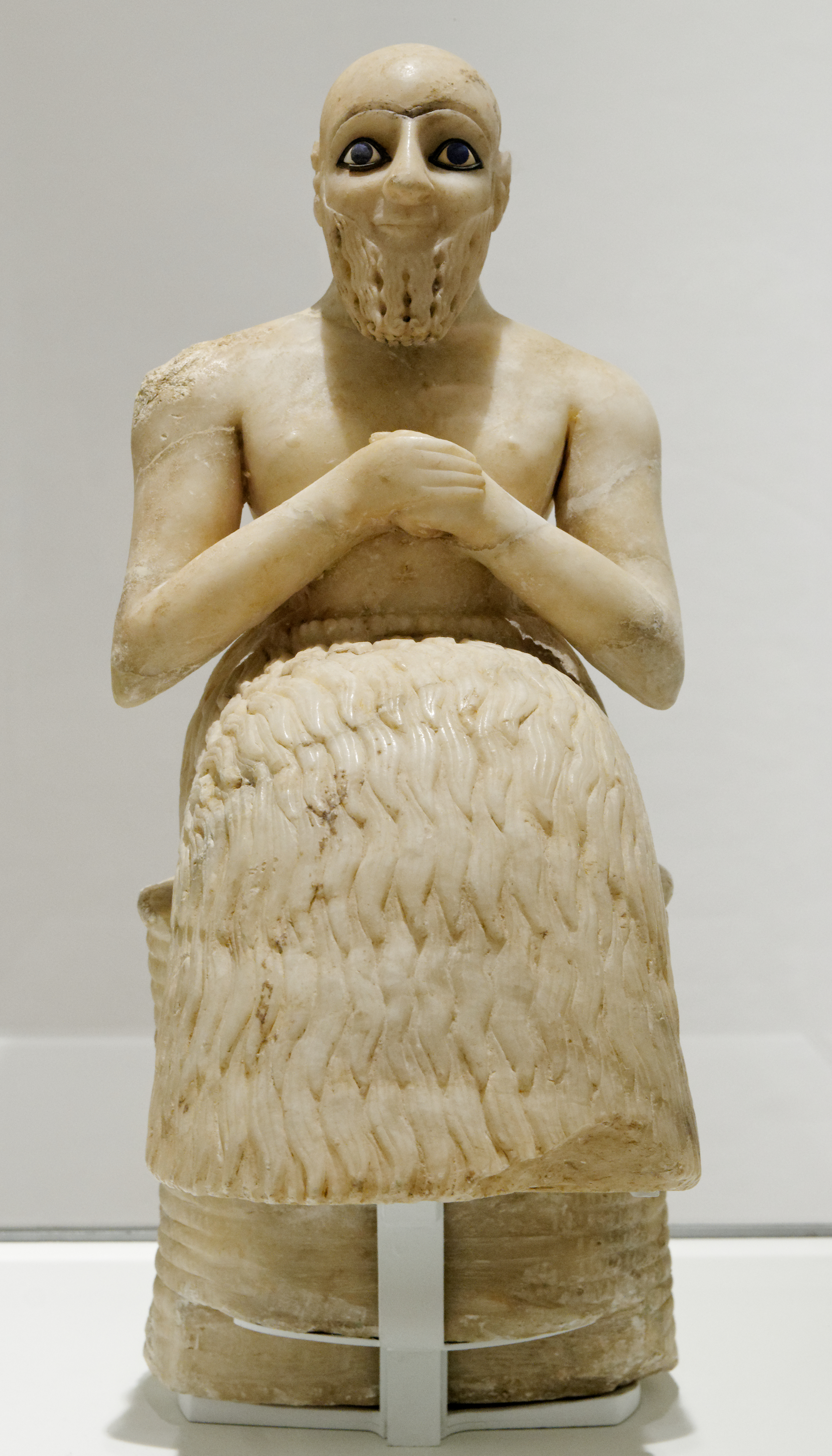
Estátua de Ebih-Il, superintendente de Mari

A Estátua da Ebih-Il é uma estátua do século XXV a.C. da figura orando de Ebih-Il, superintendente da antiga cidade-estado de Mari, no leste da Síria. A estátua foi descoberta no Templo de Istar em Mari durante as escavações dirigidas pelo arqueólogo francês André Parrot. Ela é feita de gipsita, com incrustações de xisto, conchas e lápis-lazúli. Iselin Claire do Museu do Louvre, onde a estátua está em exibição, descreve-a como "uma obra-prima em virtude da habilidade com que foi esculpida, estado de conservação e estilo expressivo."

## Visão global
A estátua, feita de alabastro translúcido polido, retrata a figura de um homem sentado em um banquinho de vime. O homem é mostrado em uma postura de oração com as mãos cruzadas sobre o peito expressando sua devoção à divindade. Sua cabeça é raspada. Sua longa barba é composta por ondas verticais e apresenta perfurações, e antigamente era incrustada com outro material que foi perdido. A barba acentua as bochechas e lábios finamente esculpidos que formam um meio sorriso. Os grandes olhos azuis da figura foram feitos com cuidado especial e atenção aos detalhes. Uma combinação de xisto, conchas e lápis-lazúli foi usado para representar os cílios, as pálpebras, córnea e íris, respectivamente. O lápis-lazúli usado foi importado do Afeganistão.
A figura apresenta um torso nu e uma cintura fina. As mãos são cruzadas sobre o peito e a mão esquerda está fechada e posicionada dentro da mão direita. A única vestimenta da figura é o saiote cerimonial gaunaca de estilo sumério. O velo do elaborado saiote parece ser feito a partir de couro de animal (provavelmente, de carneiro ou de cabra), como evidenciado pela presença de uma cauda na parte de trás. Os pés da figura estão faltando, mas a sua peça de fixação ainda está a mostra sob o vestido. Há uma inscrição de cinco sinais epigráficos na parte traseira, que identifica a obra: "Estátua da Ebih-Il, o superintendente, dedicada a Istar Viril."

## Escavação
A estátua foi descoberta em duas partes pela equipe de escavação francesa sob supervisão de André Parrot. A cabeça foi encontrada na calçada do pátio externo do Templo de Istar. O corpo, juntamente com uma estátua menor do rei Langi-Mari, foi encontrado a poucos metros de distância. Quando a estátua foi encontrada, o braço e cotovelo esquerdos estavam quebrados, e a base do cotovelo direito foi fragmentado. As estátuas foram as primeiras grandes descobertas durante as escavações, que começaram no inverno de 1933, no sítio de Mari.

## Galeria

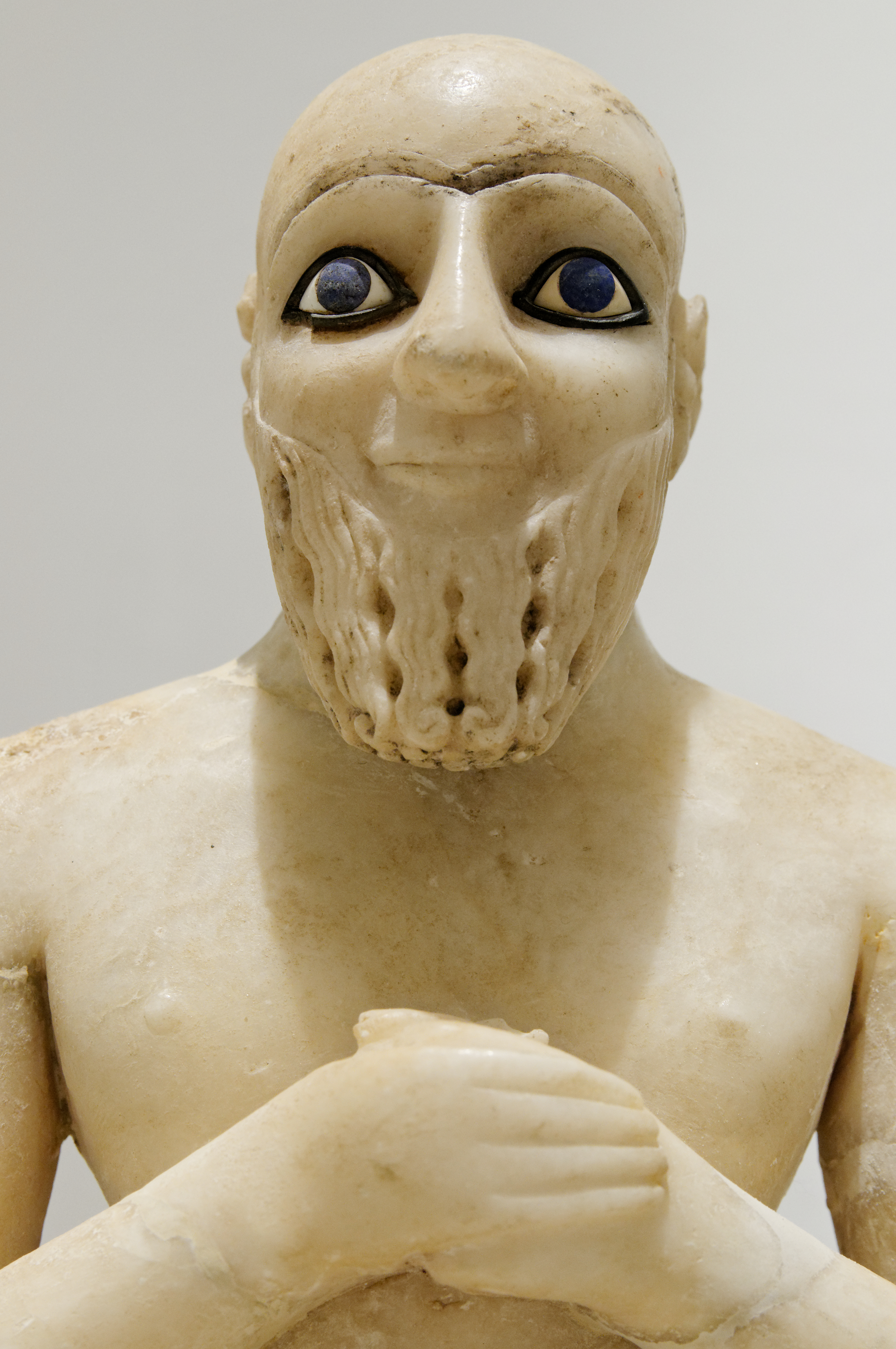
As expressões faciais da figura.
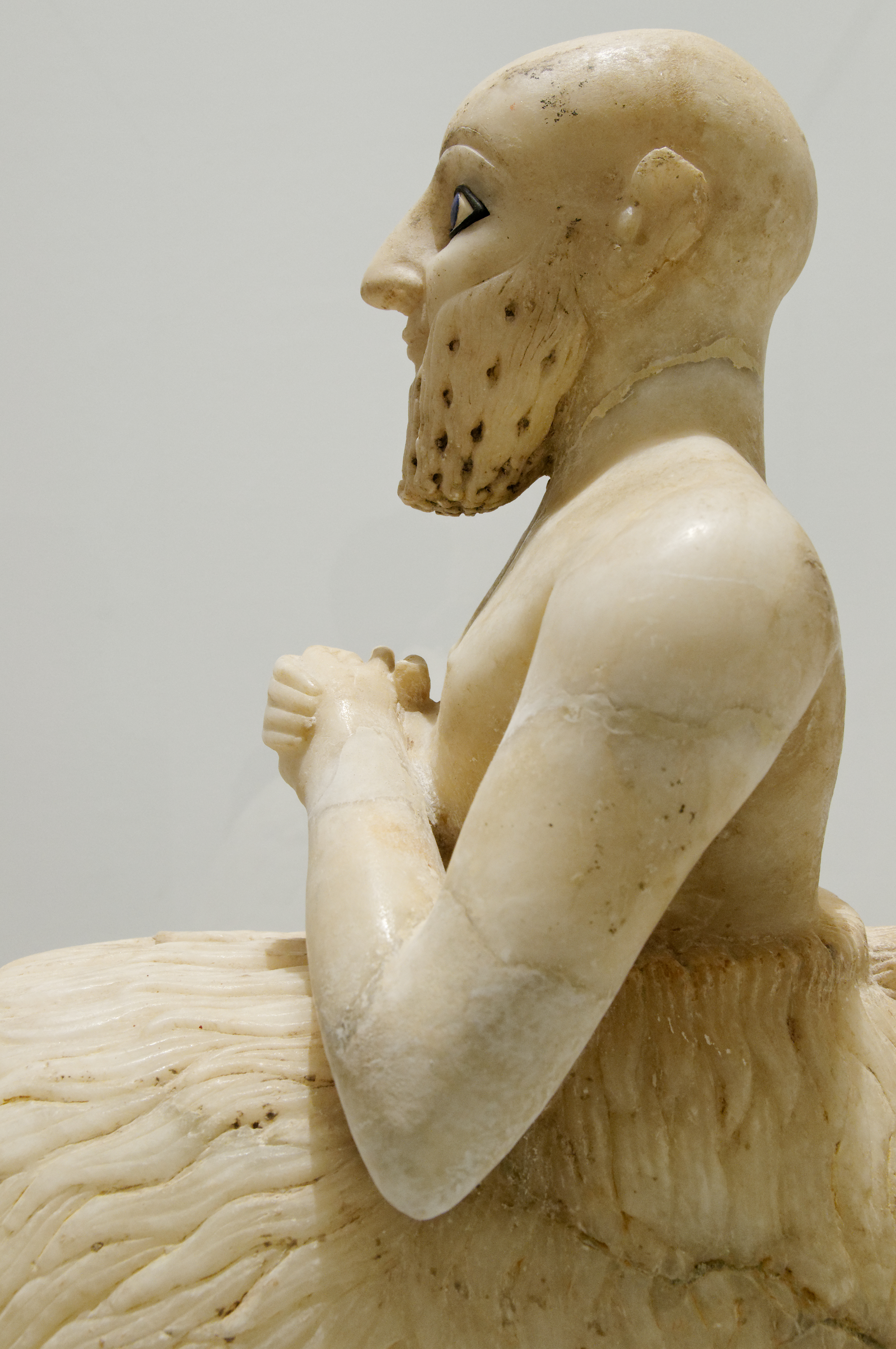
A estátua em perfil mostrando o saiote kaunakes.
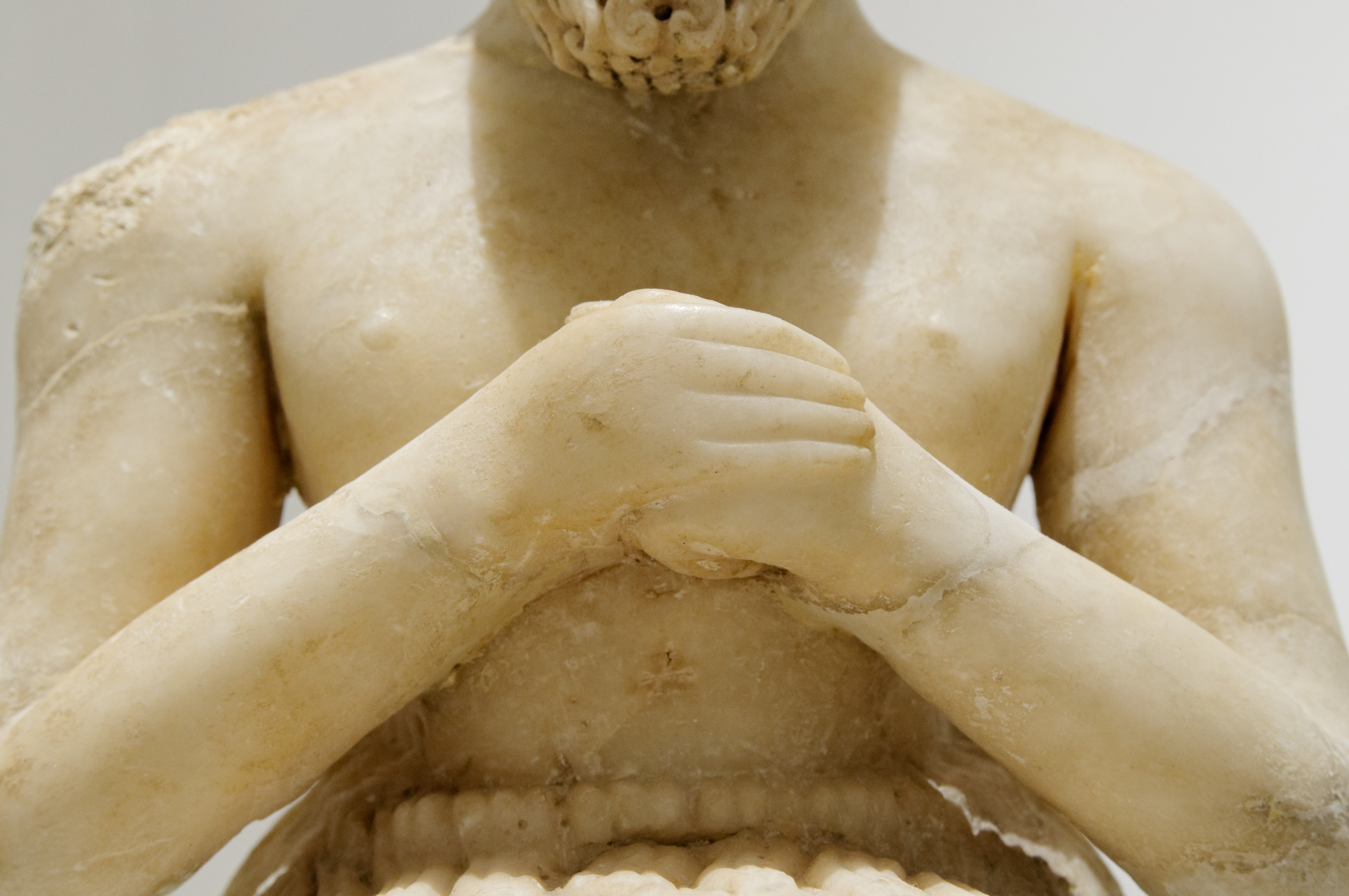
As mãos da figura, entrelaçadas em oração.
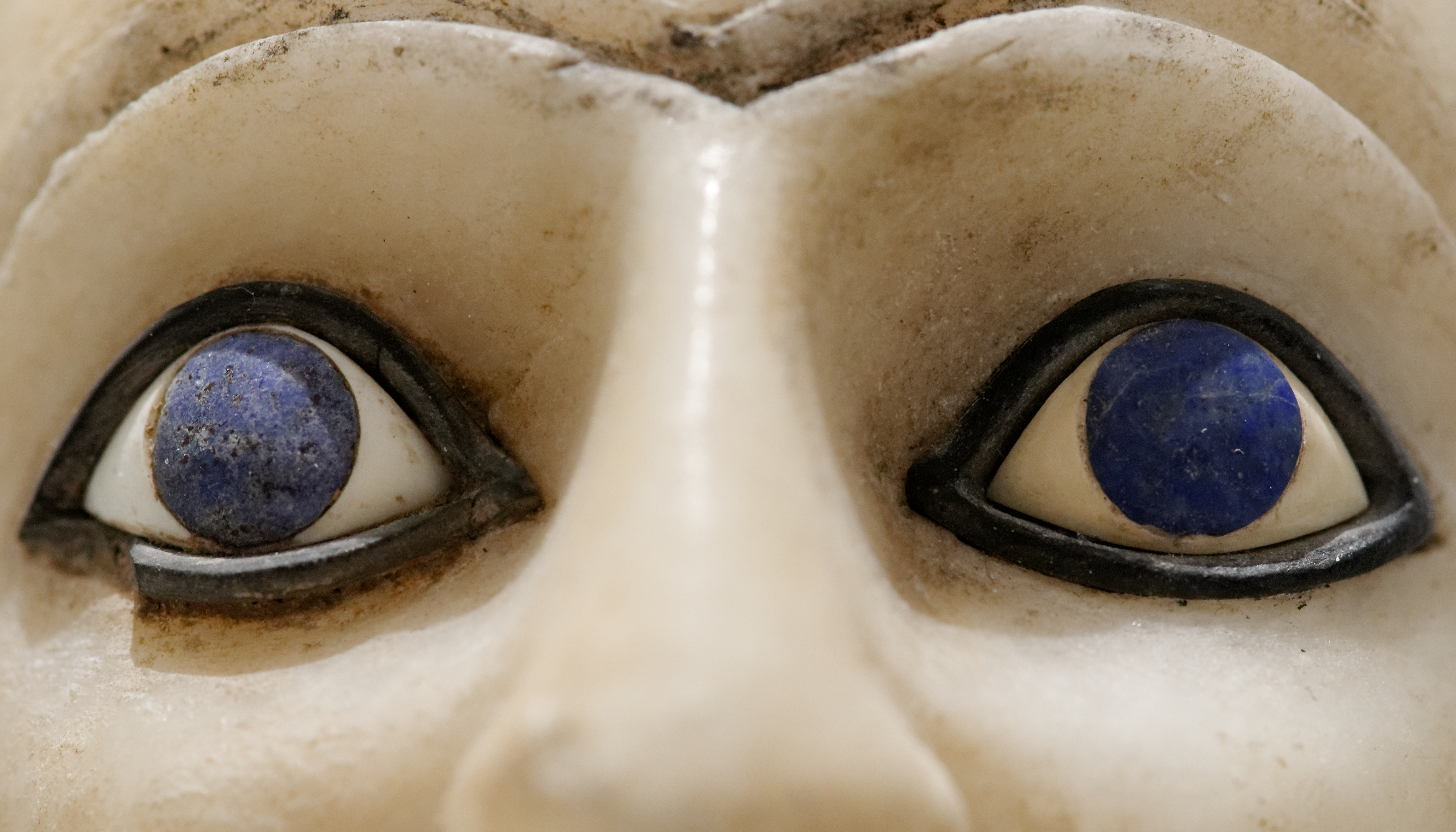
Detalhe dos olhos.
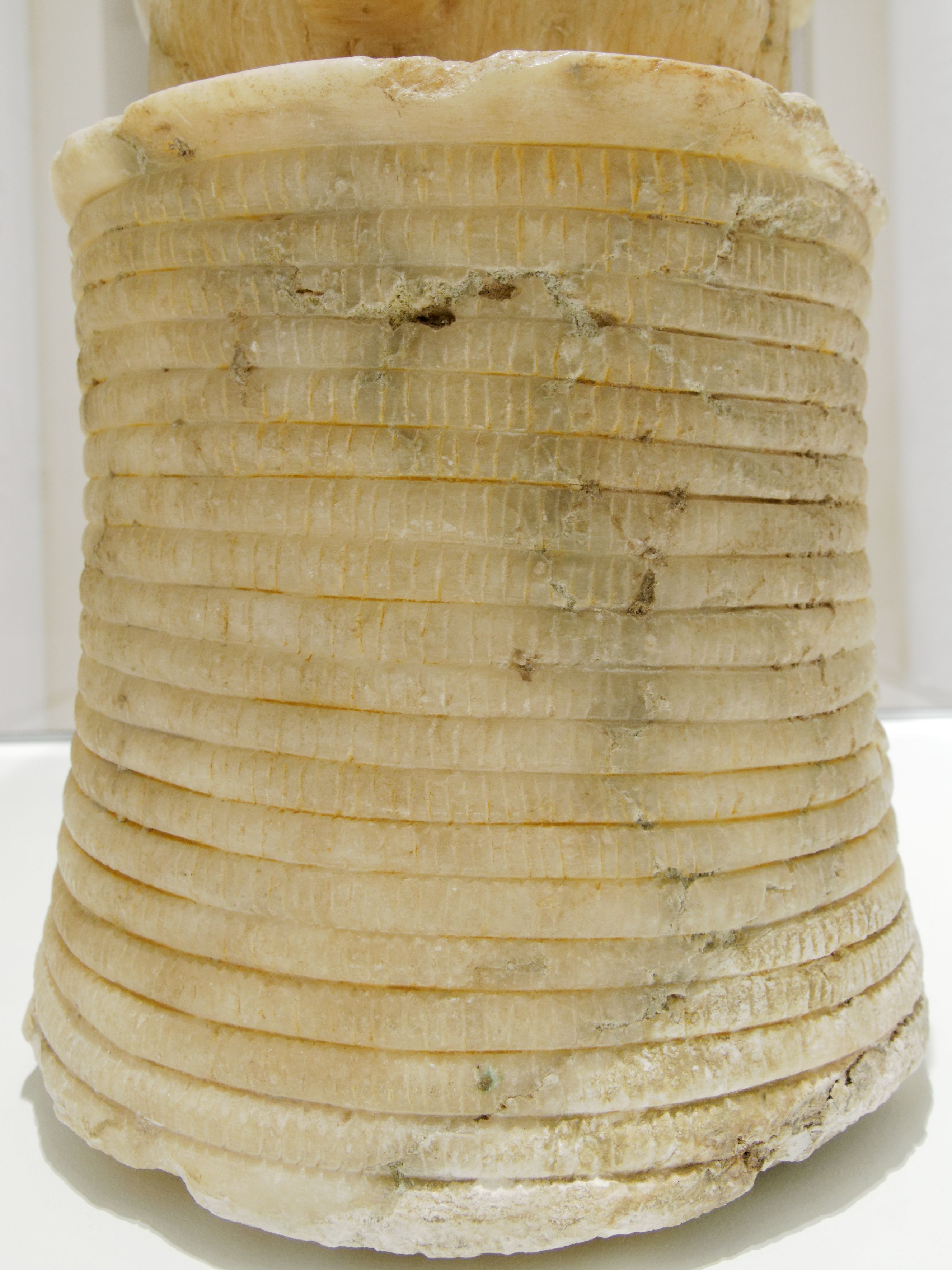
Detalhe do assento.